# Yi So-yeon
Yi So-yeon (Hangul: 이소연, Hanja: 李素姸, Hán-Việt: Lý Tố Nghiên, sinh ngày 2 tháng 6 năm 1978) là nữ phi hành gia người Hàn Quốc, cô được chọn để trở thành người Hàn Quốc đầu tiên bay lên Trạm vũ trụ Quốc tế (ISS) trên tàu vũ trụ Soyuz TMA-12 của Nga ngay khi còn là sinh viên tại KAIST.